# Siegburger Reform
Als Siegburger Reform bezeichnet man die auf den Kölner Erzbischof Anno II. zurückgehende klösterliche Reformbewegung des benediktinischen Mönchtums und auch einiger Frauenklöster im späten 11. und frühen 12. Jahrhundert.

## Entstehung

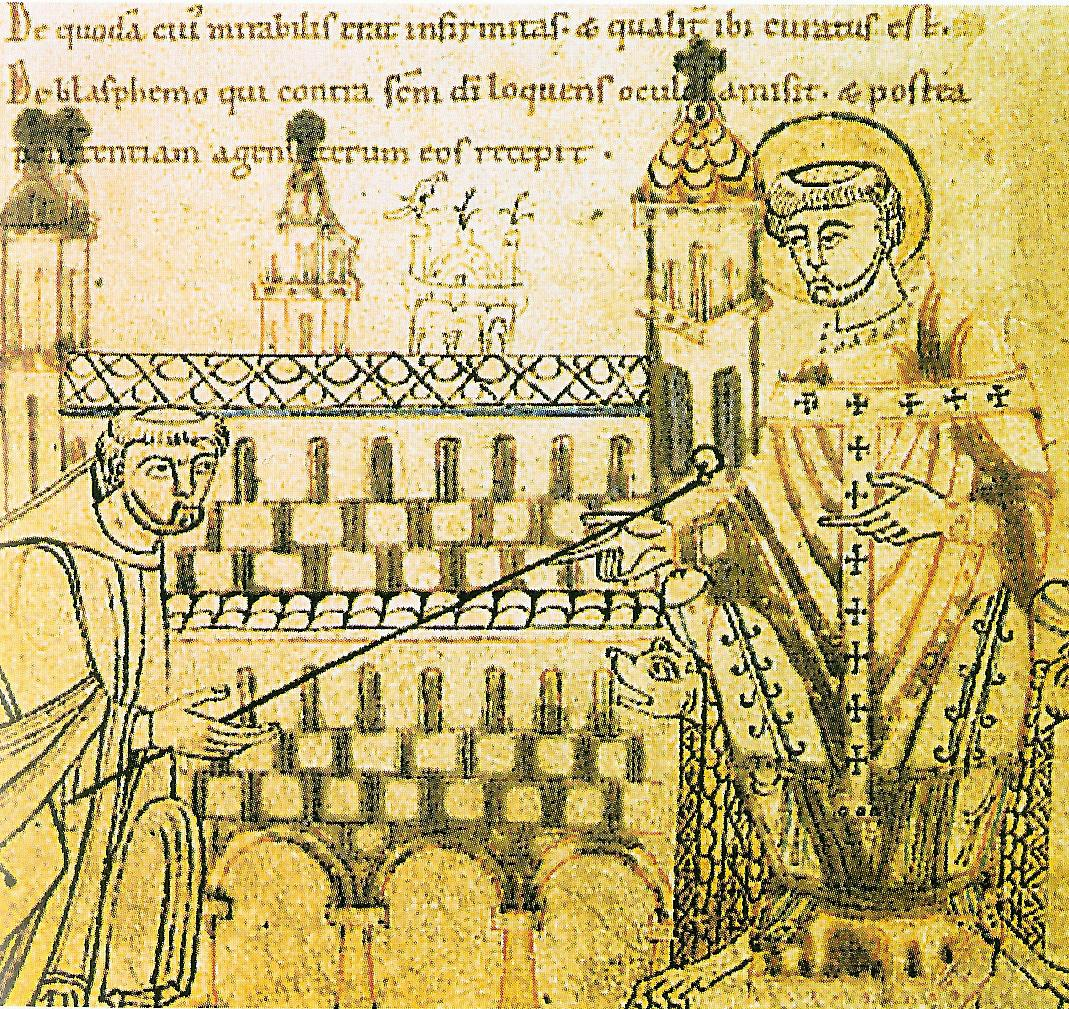
Anno II. (rechts im Bild) setzt den Siegburger Abt Erpho (links im Bild) ein. Pergamenthandschrift aus dem 12. Jahrhundert

Benannt ist die Reform nach dem Kloster Siegburg. Anno II. hat dieses 1064 gegründet. Der erste Konvent bestand aus Mönchen aus dem Kloster St. Maximin in Trier. Dieses war eines der Zentren der Gorzer Reform in Deutschland. Später wandte sich Anno von dieser Richtung ab. Dabei spielten nicht zuletzt weltliche Gründe eine Rolle, lag Anno doch mit Abt Dietrich von St. Maximin wegen des Klosters Malmedy im Streit.
Von einer Reise nach Italien 1070 brachte Anno mehrere Mönche des Klosters Fruttuaria mit nach Deutschland. Diese Abtei orientierte sich an dem Vorbild von Cluny, war aber unabhängig. Die monastische Ausrichtung von Fruttuaria schien für Anno zukunftsweisend zu sein. Als Modell für die Umsetzung hatte er Siegburg ausersehen.

## Inhalte
Inhaltlich war das Siegburger Modell eine Mischobservanz aus über Fruttuaria vermittelten clunianziensischen Elementen, Aspekten der Gorzer Reform und speziellen Vorstellungen Annos. Die Siegburger Variante der Reform unterschied sich vom Modell Cluny dadurch, dass keines der Klöster eine Vorrangstellung haben sollte. Dies änderte sich spätestens in der Zeit von Erzbischof Friedrich I., als ein engerer Zusammenschluss entstand.  
Wichtiger noch war, dass die Klöster der Siegburger Observanz nicht direkt dem Papst unterstellt waren, sondern in den Diözesanverband eingebettet blieben. Dies bedeutet, dass die libertas coloniensis Annos den Brüdern zwar freie Abts- und Vogtswahlen zugestand, die Äbte aber zum Besuch der jeweiligen Diözesansynode verpflichtet waren und dem Bischof untergeordnet blieben. Außerdem benötigte der gewählte Abt die Bestätigung durch den Bischof. Gegenüber der Klosterreform von Gorze, die befürwortete, dass die Äbte Dienst am Hof der Fürsten oder der Bischöfe als Landesherren ausführen sollten, war dies im Siegburger Modell nicht vorgesehen. Die Anlehnung an den Bischof sorgte zwar dafür, dass die weltlichen Klostervögte keinen nennenswerten Einfluss auf die Gemeinschaften nehmen konnten, hatten aber auch zur Folge, dass die Klöster keine vom Bischof unabhängige Politik machen konnten. Insgesamt lässt sich die Siegburger Richtung als eine bischöfliche Reformbewegung charakterisieren, wenngleich die Äbte in Siegburg später in eine gewisse Konkurrenz mit den Erzbischöfen gerieten. Eine Verbandsbildung, wie sie Cluny betrieb, blieb aber aus.

## Entwicklung

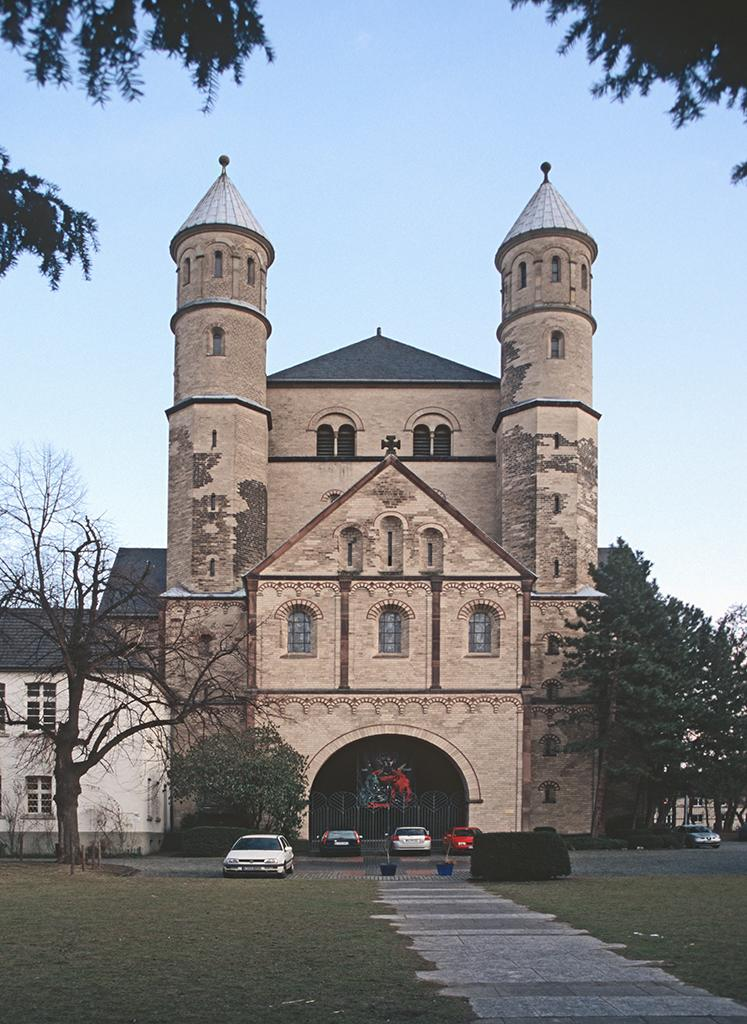
Köln, St. Pantaleon

Als die bisherigen Mönche in Siegburg sich weigerten ihm zu folgen, schickte Anno sie kurzerhand in ihr Heimatkloster zurück. In ähnlicher Weise setzte er die neuen Satzungen in St. Pantaleon in Köln durch, wie Lampert von Hersfeld berichtet hat. Nach der Vertreibung der bisherigen Mönche kam es in Köln zu gewaltsamen Aufständen. Zwar blieb St. Pantaleon ein Kloster im Sinne Siegburgs, aber die Nachfolger Annos sahen aus Furcht vor weiterem Widerstand davon ab, auch die übrigen Kölner Klöster im Sinne Annos zu reformieren. 
Anfangs durch die Mönche aus Siegburg wurde die Reform weiter verbreitet. Zunächst beschränkte sich die Ausbreitung auf das Erzbistum Köln. Anno und seine Nachfolger führten sie bis 1120 in Saalfeld, Brauweiler, Grafschaft, Gladbach, Deutz,  Groß St. Martin in Köln und Flechtdorf ein. Auch in den Suffraganbistümern Minden, Münster, Osnabrück und Utrecht wurde die Siegburger Reform in einigen Klöstern eingeführt. Seit 1126 fand sie auch Eingang in der Diözese Regensburg. Durch Abt Kuno von Siegburg wurde mit dem Kloster Nonnenwerth, auf einer Rheininsel gelegen, 1110 das erste Frauenkloster im Sinne der Reformation eingerichtet. Später kamen einige Frauenkonvente in Köln und Gladbach hinzu. 
Wegen ihrer auf den Bischof und nicht auf den Papst ausgerichteten Struktur nahm die Siegburger Richtung während des Investiturstreites nicht die Position Roms ein, sondern blieb insgesamt neutral. Dies unterschied sie deutlich von der Hirsauer Observanz. Etwa um 1170 verlor die Siegburger Reformation an Schwungkraft, nicht zuletzt weil sie die Unterstützung der hohen Geistlichkeit und des Adels verlor. Dazu trug insbesondere bei, dass die neuen Orden der Zisterzienser (Mönchsreform) und Prämonstratenser (Reformkanoniker) an die Spitze der monastischen Reformbewegung traten.